# Alitagtag
Alitagtag es un municipio filipino de cuarta clase, perteneciente a la provincia de Batangas, en la isla de Luzón.

## Historia
Hacia mediados del siglo XIX, era un barrio dependiente de Bauán. Aparece descrito en el primer volumen del Diccionario geográfico, estadístico, histórico de las Islas Filipinas (1850) de Manuel Buzeta Núñez y Felipe Bravo con las siguientes palabras:

ALITAGTAG: barrio dependiente de la jurisd. de Bauang, en la isla de Luzon, prov. de Batangas, dióc. del arz. de Manila. En este barrio se asegura, que apareció una cruz milagrosa, cuya imagen veneran con mucha devocion los hab. de este distrito.
(Buzeta y Bravo, 1850, p. 288)

En 2020, tenía censados 26 819 habitantes.